# گریم اوبری
گریم اوبری (به انگلیسی: Graeme Obree) (زاده ۱۱ سپتامبر سال ۱۹۶۵)، دوچرخه سوار اسکاتلندی است که توانسته برای دو مرتبه عنوان قهرمانی رکورد یک ساعته مسابقات دوچرخه‌سواری را از آن خود کند.
فیلم پرنده اسکاتلندی بر اساس زندگی‌نامه او ساخته شده است.
او هفت دوره قهرمان جهان شده است.
او در حالی که پس از قهرمانی های خود فردی سرشناس بود، اما برای امرار معاش به شغل پیک با دوچرخه روی آورده بود. پس از مدتی مجدد با همکاری دوستانش و همسر خود مجدد وارد مسابقات شد.
اوبری در ابتدا رکورد قهرمان قبلی (فرانچسکو موزر) که ۹ سال در اختیارش بود را شکست. البته در این میان آزار های زیادی دید. او از دوچرخه ای که خودش طراحی کرده بود استفاده کرد، به خاطر همین با مخالفت هایی رو به رو شد. در نهایت او توانست با تلاش فراوان، به عناوین قهرمانی زیادی دست پیدا کنند.